# 曼德尔 (德国)
曼德尔是德国莱茵兰-普法尔茨州的一个市镇。总面积6.33平方公里，总人口901人，其中男性442人，女性459人（2011年12月31日），人口密度142人/平方公里。